# Кёльн-Аахен (гау)
Гау Кельн-Аахен (нем. Gau Köln-Aachen) — региональное отделение НСДАП, существовавшее с 1931 по 1945 год в северо-центральной части Рейнской провинции Пруссии.

## История
Нацистская система гау была первоначально создана на партийной конференции НСДАП 22 мая 1926 года с целью улучшения управления партийной структурой на территории Германии. После прихода в 1933 году национал-социалистов к власти на место немецких земель пришли гау.
Во главе их встали гауляйтеры, полномочия которых значительно возросли, особенно после начала Второй мировой войны; вмешательство со стороны руководства страны практически отсутствовало. Помимо властных полномочий, гауляйтеру также принадлежали партийные, в том числе он занимался пропагандистской деятельностью и слежкой за неблагонадежными лицами, с сентября 1944 года организовывал фольксштурм и оборону гау.
Пост гауляйтера в Гау Кельн-Аахен занимал Йозеф Грое на протяжении всей истории гау. Грое совершил попытку самоубийства в конце войны, бежал под фальшивым именем, был арестован в 1946 году и приговорён к четырём с половиной годам тюрьмы, однако он так и не раскаялся в своих нацистских взглядах и умер в 1987 году.
Площадь Гау составляла 7100 км², на её территории проживало 2 300 000 человек, что указано в промежуточной таблице размера и численности населения в списке гау.